# Kateryna Derun
Kateryna Derun, ukr. Катерина Дерун (ur. 24 września 1993) – ukraińska lekkoatletka specjalizująca się w rzucie oszczepem.
W roku 2009 nie udało jej się awansować do finału mistrzostw świata juniorów młodszych oraz uplasowała się na piątej pozycji europejskiego festiwalu młodzieży. Dzięki zajęciu czwartego miejsca w kwalifikacjach kontynentalnych wystąpiła w Singapurze na igrzyskach olimpijskich młodzieży zdobywając na tej imprezie złoty medal. Finalistka mistrzostw Europy juniorów z 2011. W 2015 zdobyła srebro młodzieżowego czempionatu Europy. Uczestniczka mistrzostw Europy w Amsterdamie (2016).
Rekord życiowy: 62,82 (5 maja 2016, Kijów).

## Osiągnięcia
| Rok  | Impreza                                        | Miejsce          | Lokata            | Wynik |
| ---- | ---------------------------------------------- | ---------------- | ----------------- | ----- |
| 2009 | Mistrzostwa świata juniorów młodszych          | Tyrol Południowy | el. – 15. miejsce | 45,63 |
| 2009 | Europejski festiwal młodzieży                  | Tampere          | 5. miejsce        | 46,52 |
| 2010 | Kwalifikacje do igrzysk olimpijskich młodzieży | Moskwa           | 4. miejsce        | 49,52 |
| 2010 | Igrzyska olimpijskie młodzieży                 | Singapur         | 1. miejsce        | 54,59 |
| 2011 | Mistrzostwa Europy juniorów                    | Tallinn          | 12. miejsce       | 49,03 |
| 2012 | Zimowy puchar Europy w rzutach                 | Bar              | 3. miejsce        | 55,67 |
| 2012 | Mistrzostwa świata juniorów                    | Barcelona        | el. – 21. miejsce | 48,69 |
| 2015 | Zimowy puchar Europy w rzutach                 | Leiria           | 5. miejsce (U-23) | 53,05 |
| 2015 | Młodzieżowe mistrzostwa Europy                 | Tallinn          | 2. miejsce        | 58,60 |
| 2015 | Mistrzostwa świata                             | Pekin            | el. – 32. miejsce | 53,49 |
| 2016 | Mistrzostwa Europy                             | Amsterdam        | el. – 27. miejsce | 52,92 |
| 2016 | Igrzyska olimpijskie                           | Rio de Janeiro   | el. – 17. miejsce | 60,02 |